# Indotyphlops meszoelyi
Indotyphlops meszoelyi — вид змій родини сліпунів (Typhlopidae). Ендемік Індії.

## Поширення і екологія
Indotyphlops meszoelyi відомі з типової місцевості, розташованої в окрузі Дарджилінг в провінції Західний Бенгал, на висоті 2285 м над рівнем моря. Вони живуть в помірних широколистяних лісах Гімалаїв.